# Automotrice FS ALn 773

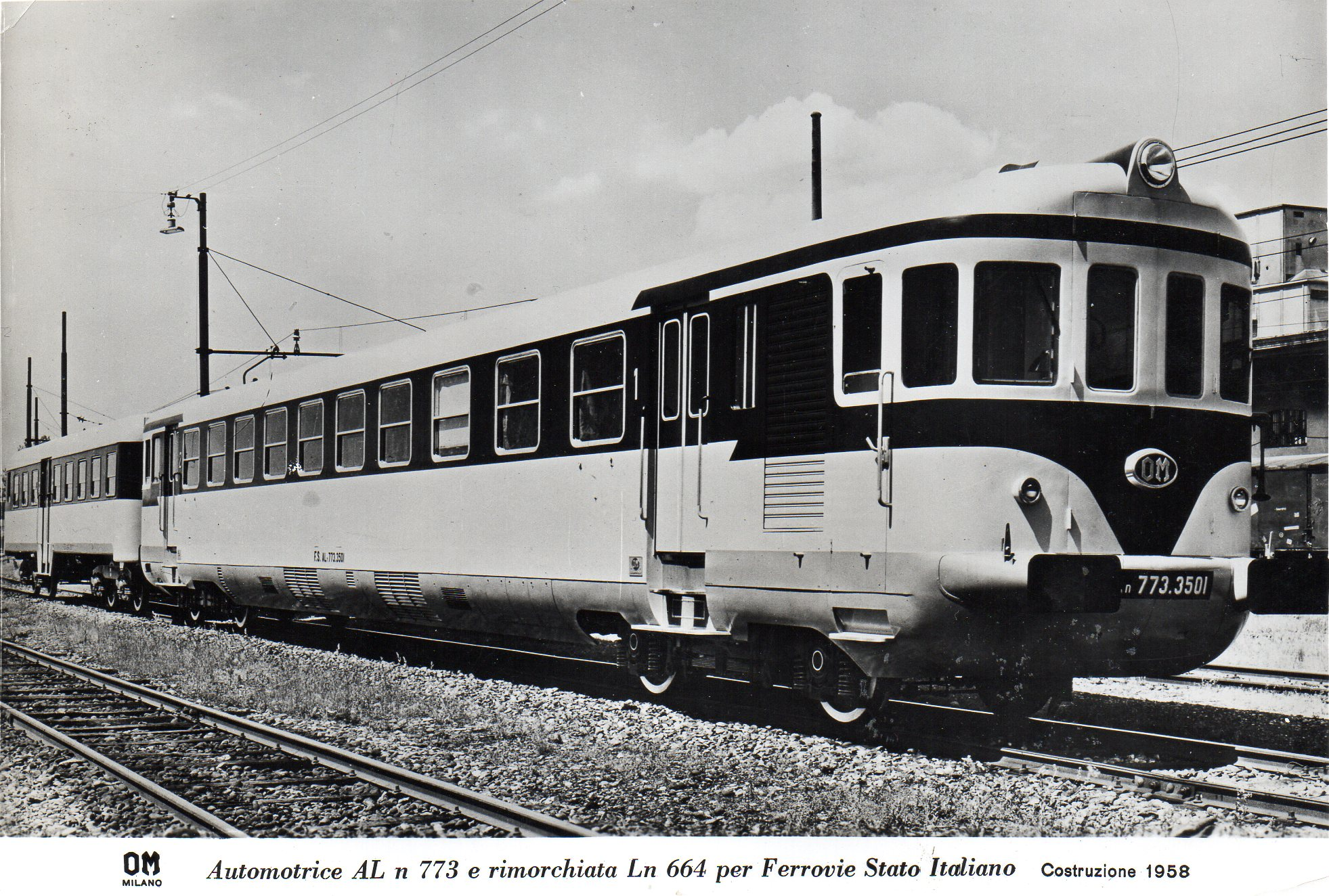
ALn 773 3501 con rimorchiata pilota Ln 664 in località imprecisata. Foto OM. Collez. Achille Chiari

L'automotrice ALn 773 era un rotabile ferroviario automotore leggero, costruito per le Ferrovie dello Stato Italiane a cavallo degli anni cinquanta, progettato essenzialmente per l'effettuazione di servizi rapidi e con poche fermate su linee non elettrificate; in seguito all'immissione in servizio di rotabili più moderni venne impiegato anche per servizi locali. Nel 1993 l'intero gruppo fu radiato da servizio nelle FS.
Alcune automotrici sono state utilizzate nei servizi della Ferrovia Alifana.

## Storia
Le automotrici del gruppo ALn 773 nacquero nell'immediato secondo dopoguerra come evoluzione e aggiornamento tecnico delle ALn 772 d'anteguerra.
Gli studi per la nuova serie iniziarono nel 1954, e i primi mezzi entrarono in servizio sulle linee delle Ferrovie dello Stato a partire dal 1957.
I veicoli erano costruiti dalla OM di Milano, che aveva partecipato alla costruzione delle ALn 772: maggiore attenzione venne posta al comfort di viaggio, in vista della messa in servizio su direttrici a lunga percorrenza non elettrificate come la Ferrovia Jonica.
La modifica più sostanziale riguardava la motorizzazione, non più posta sul frontale al di sopra del carrello ma posta sottocassa con motori sospesi, in modo da permettere di rendere intercomunicanti i rotabili accoppiati riducendo nel contempo anche la rumorosità complessiva nell'ambiente interno, anche in virtù di una buona insonorizzazione.
Le prime due unità (ALn 773.3501-3502) vennero costruite al posto delle ultime tre unità del gruppo ALn 772, da consegnarsi assieme ad un rimorchio di disegno similare denominato Ln 664.
La sperimentazione diede risultati positivi e venne perfezionato l'ordine per ulteriori 20 unità. Tra il 1957 e il 1962 vennero consegnate alle FS 70 automotrici e 49 rimorchi semipilota.
Nel 1962 la OM, nel corso della fornitura della terza serie alle FS, costruì anche 3 automotrici e 3 rimorchi per le Ferrovie Padane e 5 automotrici (nella versione da 80 posti) e 4 rimorchi per la Ferrovia Alifana.
Le prime assegnazioni delle automotrici ALn 773 furono presso i depositi locomotive di Torino, Cagliari e Reggio Calabria. In seguito l'assegnazione venne estesa ad altri impianti del centro e del nord Italia.
Dallo stesso progetto venne sviluppato il gruppo ALn 873, di sole venti unità, sempre realizzato da OM e dotato di motori più potenti.
Dopo aver prestato servizio sui treni rapidi della direttrice Reggio Calabria-Bari o sugli espressi come la Freccia Sarda, le ALn 773 hanno cominciato ad essere accantonate a partire dalla fine degli anni ottanta, sia per l'avanzare delle elettrificazioni che per via della consegna delle più moderne ALn 668 serie 1000 e serie 3000 e ALn 663.
Nel 1993 l'intero gruppo è stato radiato dal parco rotabili FS, sia per l'obsolescenza che per la presenza della coibentazione interna in amianto spruzzato.

## Caratteristiche

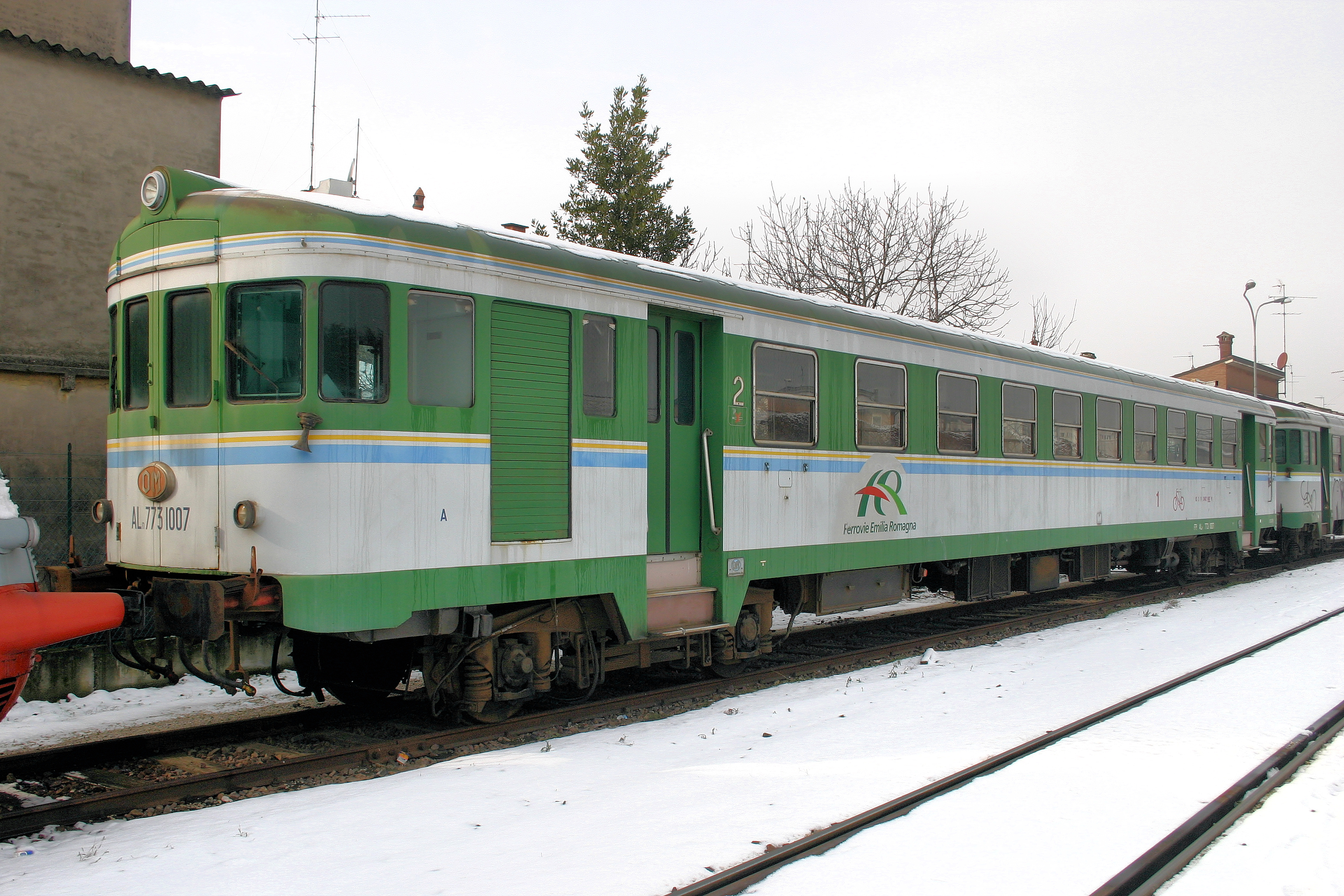
Automotrice ALn 773 delle Ferrovie Padane

Le ALn 773 erano automotrici da 73 posti a sedere, con cassa elettrosaldata in acciaio poggiante su due carrelli di rodiggio 1A-A1. Potevano essere usate in composizione doppia, essendo atte al comando multiplo.

### Motorizzazione
Le ALn 773 erano dotate di una coppia di motori diesel OM/Saurer tipo BXD-UL sovralimentati a iniezione diretta, a 6 cilindri in linea, che erogavano 155 kW a 1500 rpm. Il cambio era idraulico di tipo SRM, a variazione continua di coppia.
Essendo state progettate per svolgere servizi veloci su linee pianeggianti, quando queste macchine si trovavano a prestare servizio su linee con tratti in forte ascesa dimostravano i loro limiti, per via della potenza insufficiente dei motori, specialmente se con rimorchio a traino. Le ALn 773 delle Ferrovie Padane, pur inizialmente dotate di sovralimentazione dei motori, ne furono private nel corso degli anni, semplificandone la manutenzione anche in considerazione delle modeste prestazioni richieste dai propri servizi viaggiatori sulla Ferrara-Codigoro.
I carrelli erano costituiti da un telaio in acciaio scatolato. La cassa vi poggiava mediante pattini e trave oscillante che lavorano in bagno d'olio e perno centrale. La sospensione primaria (degli assi) era ottenuta per mezzo di molle elicoidali, la secondaria per mezzo di molle a balestra collegate al telaio da pendini.
La velocità massima raggiungibile era di 110 km/ora: non si trattava di una velocità particolarmente elevata ma era sufficiente per le linee alle quali il rotabile era destinato.

### Trasmissione
Il cambio era accoppiato direttamente al rispettivo gruppo motore, e trasmetteva il moto al ponte invertitore di ciascun carrello mediante un albero telescopico a giunto cardanico.
Tale tipo di trasmissione, strutturalmente semplice, era però concepita per servizi su lunghe distanze e con poche fermate intermedie. La trasmissione idraulica, progettata per intervenire proprio nelle fasi di spunto e di accelerazione, nelle quali mostrava dolcezza di avviamento e progressività, si era rivelata però assai delicata per la tendenza al surriscaldamento del fluido di accoppiamento; in tale circostanza si abbatteva in misura considerevole l'efficienza della trazione e di conseguenza il rendimento dell'automotrice. La marcia in posizione di presa diretta, inseribile una volta presa la velocità, era infatti quella che si rivelava migliore per il profilo di servizio delle ALn 773 e ciò ne rivelava la poca attitudine ai servizi locali. In seguito l'entrata in servizio di rotabili più moderni, che portò al loro trasferimento a servizi di interesse locale e con molte fermate intermedie, fu uno dei motivi del progressivo accantonamento di queste macchine e alla loro radiazione.

### Altri impianti
Il riscaldamento della vettura era ottenuto mediante aria, riscaldata passando attraverso i radiatori e soffiata da elettroventilatori.
La frenatura era del tipo tradizionale ad aria compressa, con cilindri che azionano ceppi agenti sulle ruote.
L'accessibilità dei viaggiatori si dimostrò presto un limite di queste macchine soprattutto nei servizi con molte fermate: l'automotrice era fornita di porte a comando elettropneumatico, a battente, poste 2 per lato a filo della cassa, con scalette di accesso ai vestiboli di ingresso estremamente ripide; nella seconda serie venne migliorata arretrando le porte verso l'interno della cassa.

### Schemi di coloritura FS
Le FS adottarono per le ALn 773 tre successivi schemi di coloritura:
- dal 1957 al 1961, bianco per la cassa, rosso per la fascia finestrini, bianco per la fascia superiore, grigio per la carenatura, alluminio per il tetto e grigio per i carrelli (primo schema);
- dal 1961 al 1965, grigio nebbia per la cassa, verde magnolia per la fascia finestrini, grigio nebbia per la fascia superiore, verde magnolia con la parte frontale rosso cinabro per la carenatura, alluminio per il tetto e bruno per i carrelli (secondo schema);
- dal 1965, pergamena per la cassa, grigio azzurro per la fascia finestrini, bianco panna per la fascia superiore, rosso segnali per la fascia intermedia, grigio azzurro per la carenatura, alluminio per il tetto e nero per i carrelli (coloritura unificata).

## Unità preservate
Dopo gli interventi di riparazione e riverniciatura nello schema di coloritura originale rosso e bianco, completati a Siena nei primi mesi del 1997, la rimorchiata Ln 664.3507 è stata messa in composizione con le ALn 773.3504 e 3505, precedentemente rimesse in condizioni di marcia e ricolorate nello stesso schema per il Trenonatura. A seguito del loro rientro in servizio, nell'ambito dei treni storici/turistici, i rotabili sono stati conservati nella rimessa ferroviaria di Pistoia. 
Con analogo intervento eseguito a Sulmona nello stesso periodo, furono recuperate per il parco storico anche le automotrici ALn 773.3538 e 3558, che effettuarono la corsa di prova fino a Cocullo il 18 aprile 1997.
Nel 2025 le ALn 773.3504 e 3505 sono state trasferite presso le Officine OMS di Porrena dove riceveranno un nuovo processo di restauro per conto della Fondazione FS Italiane.

## Depositi locomotive di assegnazione
- Deposito locomotive di Torino Smistamento
- Deposito locomotive di Reggio Calabria
- Deposito locomotive di Cagliari
- Deposito locomotive di Verona
- Deposito locomotive di Roma
- Deposito locomotive di Mantova
- Deposito locomotive di Treviso
- Deposito locomotive di Pavia

e le ferrovie concesse
- Ferrovie Padane per la Ferrara-Codigoro
- Ferrovia Alifana per la Napoli-Piedimonte Matese

## Treni più importanti effettuati
- Treno Espresso tra Biella S.P. Genova Brignole (Sestri Levante nel periodo estivo) via Santhià-Vercelli-Alessandria
- Treno Espresso Freccia Sarda tra Cagliari e Olbia I.B.
- Treno Espresso Turritano tra Cagliari e Porto Torres P.C.C.
- Treno Espresso Freccia della Versilia tra Verona/Brescia e Pisa Centrale
- Treno Rapido tra Reggio Calabria e Bari
- Treno Rapido "Gondoliere" Venezia Santa Lucia e München Hbf